# Brewood

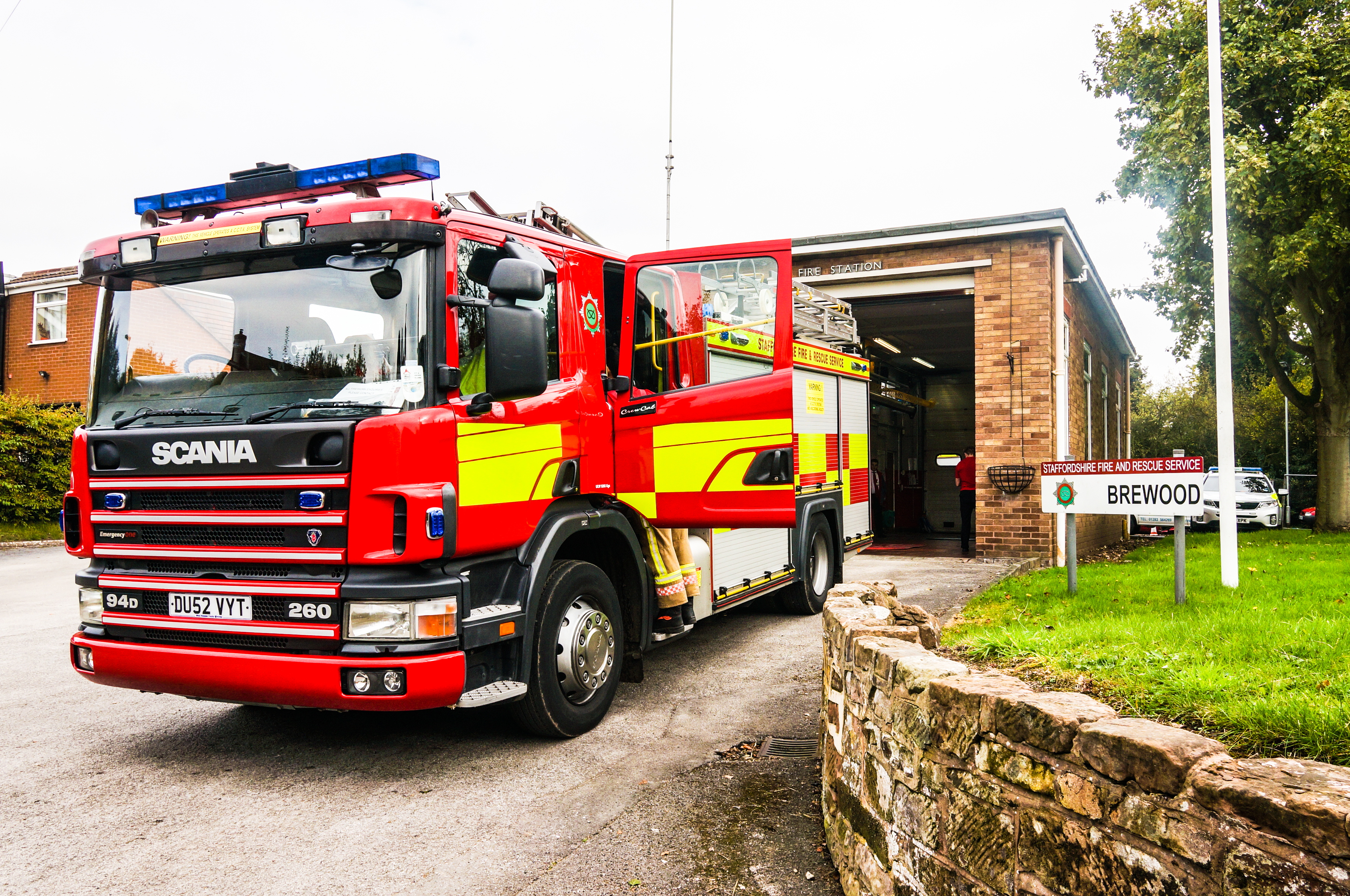

Brewood – wieś w Anglii, w hrabstwie Staffordshire, w dystrykcie South Staffordshire. Leży 15 km na południe od miasta Stafford i 191 km na północny zachód od Londynu.